# Поворотний міст

Модель дворукавного поворотного мосту з точкою обертання у центрі

Поворотний міст — розвідний міст, через одну з точок якого (зазвичай розташовану поруч з його центром мас) проходить вертикальна вісь обертання, що дозволяє мосту рухатися у горизонтальному напрямку. Невеликі мости можуть мати вісь обертання з боку одного з берегів — у цьому випадку потрібне додаткове зміцнення ґрунту для підтримки мосту та поворотного механізму.
У закритому стані поворотний міст служить для пропуску пішоходів, автомобілів або поїздів (також існує єдиний у світі судноплавний поворотний міст-акведук неподалік Манчестера, де перетинаються два канали).
У разі необхідності пропуску суден рух мостом зупиняється (як правило, за допомогою дорожніх сигналів і бар'єрів), потім мотор здійснює поворот моста у горизонтальній площині приблизно на 90°.
Залежно від кількості проходів, що відкриваються для суден, діляться на однорукавні і дворукавні.

## Дворукавні поворотні мости
Застосовуються на широких фарватерах із жвавим судноплавством.
Переваги
- Не потрібні противаги.
- Енергії вимагає менше, ніж той, що розкривається.
- Зручний, коли фарватер досить широкий, щоб організувати на річці двосторонній рух.
- Здатний пропускати великі вітрильні судна — висота судна нічим не обмежується.
- Тримає важку техніку до поїздів.
- Штучний острів у центрі — відмінне місце для будівництва рухомого прольоту, яке не заважає руху по річці.

Недоліки
- Центральний пілон, якщо він стоїть у руслі річки, а не на природному острові, може заважати судноплавству.
- Навантаження на півмости у закритому та відкритому стані сильно відрізняються — тому міст має бути досить жорстким.
- Від удару може спричинити аварію (див. Катастрофа поїзда на Біг-Баю-Канот[en]).

## Однорукавні поворотні мости
Однорукавні мости зазвичай влаштовують за схемою дворукавного, лише один рукав гранично вкорочений
.
Такі зазвичай перекидають через вузькі фарватери, якщо дозволяють місцеві умови.
Декілька таких мостів побудовано на шлюзах Біломоро-Балтійського каналу
.
Переваги
- Добре вписується у малоповерхову забудову.
- Добре працює на вузьких каналах, в які судно входить впритул.
- Здатний пропускати великі вітрильні судна — висота судна нічим не обмежується.
- Добре працює, якщо з одного боку несуднохідна мілина або непрохідний берег.

Недоліки
- Вимагає місце на березі або на мілководді.
- Неможливо зробити більшим.